# Ain't Talkin' 'Bout Love
Ain’t Talking 'Bout Love es una canción de la banda de Hard rock Van Halen. Apareció en el álbum homónimo con el que debutaron en el panorama musical en 1978.
Cuando Eddie Van Halen escribió la canción un año antes de que el álbum viera la luz, no la consideró lo suficientemente buena como para mostrársela a sus compañeros de grupo. Sin embargo, se convirtió en uno de los sencillos del primer álbum y en una de las canciones más conocidas de la banda.
Además, la canción es una de las pocas en las que Sammy Hagar (que reemplazó con posterioridad a David Lee Roth) estuvo dispuesto a cantar en concierto a mediados de los ochenta.

## Versiones de la canción
- En el álbum "My Love is Rotten to the Core", de Tim Hecker, la primera canción "Introducing Carl Cocks", está basado en una manipulación digital del riff.
- Los raperos Tone Loc y 2 Live Crew copiaron el riff principal.
- Velvet Revolver toco la canción cuando Van Halen fue incluido en el salón de la fama del Rock en 2007.
- Paul Di’ Anno hizo una cover para el álbum ‘’80s Metal Tribute to Van Halen’’
- Billie Joe Armstrong, de la banda de punk rock Green Day, toca el inicio en varios de sus conciertos.
- El grupo británico de Breakbeat Apollo 440 usaron el riff principal para la canción Ain't Talkin''Bout Dub cuyo nombre es el mismo solo reemplazando la palabra Love
- El Dj David Guetta uso el riff para la canción Blast Off que apareció en la banda sonora de Furious 7 y del videojuego Need For Speed Rivals